# Pferdebahn Borkum
| Streckenlänge: | 6,8 km              |                                             |                                             |
| Spurweite: | 900 mm (Schmalspur) |                                             |                                             |
| |                     |                                             |                                             |
| \| \| \| Baustelle Nord: Buhnen und Strandmauer 1883 \| \| \| \| -1,35 \| Baustelle Nord: Buhnen und Strandmauer 1883 \| Baustelle Nord: Buhnen und Strandmauer 1883 \| \| \| \| \| \| \| \| \| Baustelle Mitte: Buhnen und Strandmauer \| \| \| \| \| Bauhof \| \| \| \| 0 \| Bahnhof / Baustelle Neuer Leuchtturm \| Bahnhof / Baustelle Neuer Leuchtturm \| \| \| \| Anschlussgleis \| \| \| \| \| Baustelle Süd: Buhnen und Strandmauer \| \| \| \| 0,9 \| Trasse Borkumer Kleinbahn ab 1888 \| Trasse Borkumer Kleinbahn ab 1888 \| \| \| 5,4 \| Materialverladestelle Hopp \| Materialverladestelle Hopp \| |                     |                                             |                                             |
| Kopfbahnhof Streckenanfang (Strecke außer Betrieb) |                     | Baustelle Nord: Buhnen und Strandmauer 1883 | Baustelle Nord: Buhnen und Strandmauer 1883 |
| Strecke (außer Betrieb) · Kopfbahnhof Streckenanfang (Strecke außer Betrieb) | -1,35               | Baustelle Nord: Buhnen und Strandmauer 1883 | Baustelle Nord: Buhnen und Strandmauer 1883 |
| Verschwenkung nach links (Strecke außer Betrieb) · Verschwenkung nach rechts (Strecke außer Betrieb) |                     |                                             |                                             |
| Abzweig geradeaus und von rechts (Strecke außer Betrieb) |                     | Baustelle Mitte: Buhnen und Strandmauer     | Baustelle Mitte: Buhnen und Strandmauer     |
| Abzweig geradeaus und von rechts (Strecke außer Betrieb) |                     | Bauhof                                      | Bauhof                                      |
| Kopfbahnhof Strecke bis hier außer Betrieb | 0                   | Bahnhof / Baustelle Neuer Leuchtturm        | Bahnhof / Baustelle Neuer Leuchtturm        |
| Abzweig geradeaus und ehemals von rechts |                     | Anschlussgleis                              | Anschlussgleis                              |
| Abzweig geradeaus und ehemals von rechts |                     | Baustelle Süd: Buhnen und Strandmauer       | Baustelle Süd: Buhnen und Strandmauer       |
| Abzweig ehemals geradeaus und nach rechts | 0,9                 | Trasse Borkumer Kleinbahn ab 1888           | Trasse Borkumer Kleinbahn ab 1888           |
| Kopfbahnhof Streckenende (Strecke außer Betrieb) | 5,4                 | Materialverladestelle Hopp                  | Materialverladestelle Hopp                  |

Die Pferdebahn Borkum war eine Pferdebahn, die 1879 mit einer Spurweite von 900 mm auf der ostfriesischen Nordseeinsel Borkum errichtet wurde, um die Baustelle des Neuen Leuchtturms mit dem erforderlichen Baumaterial zu versorgen.

## Voraussetzungen
Aufgrund der örtlichen Gegebenheiten konnte das Baumaterial nur an der Südostseite der Insel bei Hochwasser angelandet werden, die Baustelle aber befand sich im Westen der Insel. Hinzu kam, dass der Transport mit Pferdewagen durch das Watt nur eine sehr geringe Beladung der Fahrzeuge ermöglichte. Durch den Bau einer Materialbahn konnte ein Pferd das 12-16fache an Material fortbewegen. Nur dadurch war es möglich, den neuen Leuchtturm innerhalb von sieben Monaten zu errichten und in Betrieb zu nehmen.

## Die Bahn
Errichtet wurde die Bahn von dem Bauunternehmen Habich & Goth, das zuvor am Bau des Ems-Jade-Kanals tätig war und dort eine Baueisenbahn in der Spurweite 900 mm betrieb. Das dort eingesetzte Material wurde nach Borkum transportiert und bildete den Grundstock der Pferdebahn Borkum und ihrer Nachfolgerin, der Borkumer Kleinbahn. Die Bahn wurde überwiegend auf staatseigenem Grund verlegt.
Das Baumaterial wurde bei Flut in flachen Kähnen in den Hopp eingefahren, der damals noch wesentlich weiter in das Inselinnere ragte als heute. Bei Niedrigwasser wurden die Kähne auf zweiachsige Loren entladen, die dann von Pferden über eine knapp 5,5 km lange Strecke zur Baustelle gezogen wurden. Dies bedeutete auch, dass die letzten 900 Meter der Strecke bei Hochwasser unter dem Meeresspiegel lagen. Dieses Transportverfahren erwies sich als so effektiv, dass es in den Folgejahren auch genutzt wurde, um die Strandmauer und die Buhnen an der Westseite von Borkum zu errichten. Dafür wurden eigene Anschlussgleise verlegt, so dass das Netz der Pferdebahn schließlich 8 km Strecke umfasste.

## Ende der Pferdebahn
Nach dem Ende der Bauarbeiten gab es unterschiedliche Vorstellungen über das Schicksal der Bahn. Während führende Personen in der Gemeinde Borkum die Bahn beseitigt wissen wollten, um das Gelände der Außenweide vom Staat übernehmen zu können, sprach sich dieser für ein Weiterbestehen der Bahn aus, da durch sie die Bevölkerung von Borkum weit preiswerter versorgt werde als zuvor. Auch die Betreiber, Habich & Goth, sahen geschäftliche Möglichkeiten im Betrieb einer Bahn. So stimmte der Staat 1882 zu, dass die Gleise zunächst liegen bleiben durften. 1883 schlossen dann Habich & Goth einen Vertrag mit der Stadt Emden über die Errichtung einer Landungsbrücke und eines Eisenbahnanschlusses von der Landungsbrücke in die Ortschaft Borkum. Zum Bau dieser Bahn wurde das Material der Pferdebahn verwendet – so blieb es auch bei der eingeführten Spurweite von 900 mm. Von der vorhandenen Trasse der Pferdebahn allerdings ließen sich nur etwas weniger als ein Kilometer vom Bahnhof und im Westen der Ortschaft Borkum verwenden. Der Rest der Trasse der neuen, 1888 eröffneten Kleinbahn, die nun Dampflokomotiven einsetzte, verlief südlich der Pferdebahntrasse.